# الحرب السويدية الفرنسية
كانت الحرب الفرنسية السويدية أو الحرب البومرانية هي أول مشاركة للسويد في الحروب النابليونية. انضمت البلاد إلى التحالف الثالث في محاولة لهزيمة فرنسا بقيادة نابليون بونابرت.

## نبذة تاريخية
أعلنت بريطانيا عام 1803 الحرب على فرنسا، وفي هذا الوقت ظلت السويد محايدة مع بلدان الشمال (الدنمارك-النرويج وبروسيا). ولكن بعد إعدام لويس أنطوان هنري من آل بوربون-كونديه عام 1804، قطعت الحكومة السويدية كل العلاقات الدبلوماسية مع فرنسا وأبرمت اتفاقية تسمح للبريطانيين باستخدام بوميرانيا السويدية كقاعدة عسكرية ضد فرنسا، مقابل مدفوعات مالية. وعدت روسيا السويد أيضًا بتقديم 40 ألف رجل لمساعدة البلاد في حال  هددتها القوات الفرنسية. وهكذا انضمت السويد في 9 أغسطس 1805 إلى التحالف الثالث وأعلنت الحرب على فرنسا في 31 أكتوبر.

## الحرب

### الهجوم ضد هانوفر
في بداية نوفمبر 1805، أُرسلت قوة بريطانية وروسية سويدية مشتركة من 12000 رجل تقريبًا من بوميرانيا السويدية لتحرير هانوفر التي كانت تحت السيطرة الفرنسية. تأجل الهجوم ضد هانوفر عدة مرات بسبب ممانعة بروسيا الجزئية لنقل السويديين والروس قواتهم عبر الأراضي البروسية. في ديسمبر 1805، بعد معركة أوسترليتز، بدأت القوات البريطانية والروسية في إخلاء هانوفر، تاركين قوة سويدية صغيرة وحيدة لمواجهة الفرنسيين. وفي أبريل 1806، أُجبر السويديون أيضًا على التراجع إلى بوميرانيا السويدية بعد إبرام اتفاق بين بروسيا وفرنسا.

### التحالف الرباعي
خلال صيف 1806 شكلت بروسيا التحالف الرباعي ضد فرنسا، الذي أعطى السويد الحق في احتلال لاونبورغ. ولكن خلال الخريف، تقدمت القوات الفرنسية بسرعة، وسرعان ما احتلت معظم المناطق الألمانية الغربية، ما دفع القوات السويدية إلى التراجع نحو لوبيك. كانت الخطة هي أن تسلك القوات الموجودة هناك الطريق البحري إلى شترالزوند لتجنب القوات الفرنسية المتقدمة. ولكن رغم ذلك قبض الفرنسيون على السويديين في 6 نوفمبر بينما كانوا يُحمّلون سفنهم في لوبيك، وبعد معركة لوبيك اضطر نحو 1000 جندي سويدي إلى الاستسلام للقوات الفرنسية المتفوقة عددًا.
بدأ الجيش الفرنسي هجومه على بوميرانيا السويدية في أوائل عام 1807 وحاصر شترالزوند في 15 يناير. كانت هذه بداية حصار دام سبعة أشهر، وبسبب مشاركة القوات الفرنسية في الحروب في أماكن أخرى انخفض عدد القوات المتمركزة حول شترالزوند كثيرًا. عندما عُزز السويديون في 1 أبريل، تقرر أنهم سيحاولون فك الحصار. ونجحوا في ذلك بعض الشيء بسبب تمكن السويديين من أخذ يوزدوم وولين. لكن اختار الفرنسيون الهجوم المضاد، وهاجمت قوة من 13000 رجل السويديين من شتشين في 16 أبريل. أجبر هذا القسم الأيسر من الجيش السويدي على الانسحاب، وانفصلت فرقة أخرى في أوكرمونده وأُسرت لاحقًا. اتفقت فرنسا والسويد في 18 أبريل على وقف إطلاق النار، وبموجب ذلك كان على الفرنسيين مغادرة بوميرانيا. ولكن، رفضت الحكومة السويدية الانضمام إلى الحصار القاري واستنكرت الهدنة تحت تأثير الدبلوماسية البريطانية في 8 يوليو.
في 6 أغسطس 1807، بدأ 50 ألف جندي فرنسي وإسباني وهولندي بقيادة المارشال غيوم ماري آن برون هجومًا على بوميرانيا السويدية وحاصروا شترالزوند مرة أخرى. في 20 أغسطس 1807، استسلم المدافعون عن المدينة وحوصر ما تبقى من الجيش السويدي في روغن. ولكن، تمكن الجنرال السويدي يوهان كريستوفر تول من إبرام اتفاقية شلاتكو مع المارشال برون بشروط ملائمة وانسحبت قواته إلى السويد مع كل ذخائرها في الحرب في 7 سبتمبر.

### المعاهدة الفرنسية الروسية
تركت معاهدة تيلسيت الفرنسية-الروسية بريطانيا والسويد دون حلفاء آخرين في الحرب ضد فرنسا. في 21 فبراير 1808، انضمت روسيا إلى الحرب ضد السويد بغزو فنلندا في 14 مارس من نفس العام، أعلنت الدنمارك-النرويج أيضًا الحرب على السويد. وبدأت القوات الدنماركية والفرنسية الإسبانية الاستعدادات لغزو سكونا في السويد، لكن سرعان ما أُحبطت الخطة، ووجِهت الحرب بدلاً من ذلك إلى الحدود النرويجية السويدية. وصلت حملة السير جون مور التي أرسلتها الحكومة البريطانية لحماية السويد من أي هجوم فرنسي دانماركي محتمل في 3 مايو 1808 وبقيت حتى يوليو عندما أُعيد توجيهها إلى البرتغال.
لم تتحقق خطط نابليون لغزو السويد بسبب النشاط البريطاني في بحر البلطيق، وضعف الجيش الدنماركي وتردد المارشل الفرنسي برنادوت. حققت أعمال برنادوت شعبية كافية له لانتخابه وليًا لعهد السويد بعد الانقلاب في مارس 1809. أبرمت الحكومة السويدية الجديدة في 30 أغسطس 1809 معاهدة فريدريكشامن (هامينا) مع روسيا لتشريع الضم الروسي لفنلندا وأولاند. وقِعت معاهدة سلام بين السويد والدنمارك-النرويج دون أي تعديلات إقليمية في 10 ديسمبر 1809.

## التداعيات
وقعت السويد في 6 يناير 1810 بوساطة روسية معاهدة باريس مع فرنسا لاستعادة بوميرانيا، على حساب الانضمام إلى الحصار القاري. في 17 نوفمبر 1810، أُجبرت السويد على إعلان الحرب على بريطانيا وصودرت جميع البضائع البريطانية في بوميرانيا السويدية. ولكن استمر التهريب المدعوم من الحكومة عبر بحر الشمال وأبلغ الأسطول الإنجليزي بأنها ستكون حربًا وهمية. استمرت الحرب حتى عام 1812 ولم يُتخذ أي إجراء عسكري.